# 板野央
板野 央（いたの ひさし、1982年3月23日 - ）は、地方競馬の兵庫県競馬組合園田競馬場・木村健厩舎所属の騎手である。

## 来歴
地方競馬教養センター短期騎手課程を経て（第32期生）、2001年3月31日付けで地方競馬騎手免許を取得。同年4月12日第2回園田競馬1日目第7競走アラブ系C級4歳以上条件戦パールライアンで初騎乗（12頭立て8番人気7着）。同年4月17日第2回園田競馬3日目第6競走アラブ系C級4歳以上条件戦をビクトリーネネで優勝（9頭立て6番人気）し、初勝利。
2005年9月28日第12回園田競馬2日目第10競走第7回園田プリンセスカップをティーサーで優勝（8頭立て3番人気）し、重賞初制覇。
2006年5月13日第3回京都競馬7日目第7競走3歳500万下でグローバリズムに騎乗し、中央競馬初騎乗（18頭立て18番人気13着）。同年地方競馬通算100勝達成。
2007年10月9日第12回園田競馬4日目第7競走サラ系C4二組3歳以上条件戦をエンジェルピアスで優勝（10頭立て2番人気）し、地方競馬通算200勝達成。
2008年6月17日第1回姫路競馬1日目第1競走サラ系D6五組4歳以上条件戦でエリザベスクィーンに騎乗し2着となり、ハクホークインが持っていた国内最多連敗記録を16年ぶりに更新した。同馬はその後166戦目にして初勝利をあげた。
2009年地方競馬通算300勝達成。
2018年5月5日付けで荒山義則厩舎から田中範雄厩舎に所属変更、さらに同年10月1日付けで木村健厩舎所属となる。
なかなか頭角を現せずにいたが、小牧太、赤木高太郎、岩田康誠が相次いでJRAに移籍し、平松徳彦や若手騎手数人が引退して戦国時代となった2006年に65勝を挙げ、一気にリーディング5位に浮上。以後安定してリーディング上位に食い込む活躍を見せている。
地方通算成績は6045戦516勝・2着591回・3着632回・勝率8.5%・連対率18.3%（2011年12月31日現在）
中央競馬2戦0勝

## 主な勝ち鞍

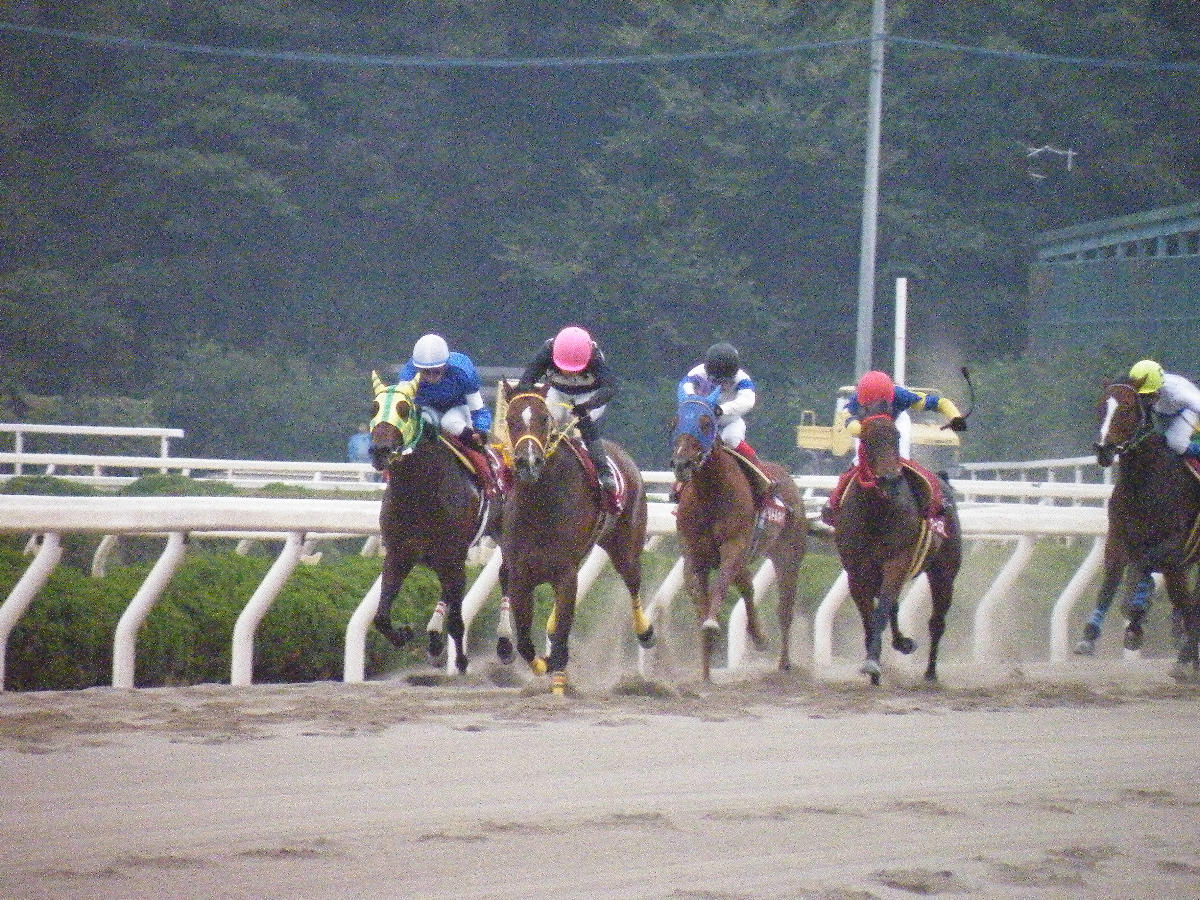
2008年兵庫クイーンカップ

- 園田プリンセスカップ　ティーサー
- 兵庫クイーンカップ　キーポケット
- 園田ジュニアカップ　タマモリターン
- 福山牝馬特別　キーポケット
- 六甲盃　マイエンブレム
- 秋桜賞　エンタノメガミ
- 兵庫クイーンカップ　エンタノメガミ
- 園田FCスプリント　ミナミノヒリュウ
- 梅桜賞　ユノエスケープ